# Замороженные вклады
«Замороженные вклады» (англ. Frozen Assets) — американская комедия 1992 года о честолюбивом банкире, которого отправляют санировать банк спермы в маленьком провинциальном городе. Фильм получил рейтинг PG-13 из-за частых сексуальных подтекстов и негативную критику в США. В России в начале 1990-х распространялся в многочисленных копиях на видеокассетах в закадровом переводе А. М. Михалёва.

## Сюжет
В штаб-квартире вымышленной транснациональной корпорации Ти-Джи-Си (TGC) в Лос-Анджелесе — чрезвычайное происшествие. Не выдержав напряжения на работе, сходит с ума вице-президент по маркетингу, и его прямо с рабочего места «увозят в Эн-Пи-Ай» (англ. NPI, National Psychiatric Institute, отсылка к реально существующему NIMH). Освобождается его место, которое готов занять Зак Шепард (Корбин Бернсен), уже 13 лет проработавший в TGC. Президент корпорации предлагает Шепарду жёсткое тестовое задание: возглавить хронически убыточный банк в захолустном городке в Орегоне. Либо банк за полгода показывает прибыль и Шепард получает должность вице-президента, либо Шепард вообще покидает компанию.
Шепард смело соглашается с предложенным выбором и выезжает на новое место работы. По дороге он подсаживает эксцентричного Ньютона Паттерсона (Ларри Миллер), который «бежал из Эн-Пи-Ай» к своей маме, живущей как раз в окрестностях того же городка.
По прибытии на новое место работы Зака Шепарда ждёт ошеломительный сюрприз: это не обычный банк, а банк спермы, вполне успешно, с медицинской точки зрения, возглавляемый до его прибытия доктором Грейс Мёрдок (Шелли Лонг).

## В ролях
В порядке появления в начальных титрах:
| Актёр          | Роль                                         |
| -------------- | -------------------------------------------- |
| Корбин Бернсен | Зак Шепард                                   |
| Шелли Лонг     | Грейс Мёрдок                                 |
| Ларри Миллер   | Ньютон Паттерсон                             |
| Доди Гудмен    | миссис Паттерсон мать Ньютона                |
| Мэтт Кларк     | мистер Хьюз президент корпорации TGC         |
| Джинн Купер    | миссис Шепард мать Зака                      |
| Пол Сэнд       | мистер Мак-Таггарт клиент банка              |
| Глория Камден  | мадам Глория содержательница публичного дома |
| Тери Копли     | Пичез («Персики») работница мадам Глории     |
| Геррит Грэм    | Льюис Крэндалл жених Грейс                   |

Джинн Купер, мать Корбина Бернсена, сыграла в фильме роль матери Зака, которого, в свою очередь, сыграл её сын Корбин.
Для оставшейся вне начальных титров Дженифер Льюис роль энергичной хозяйки салона красоты Мишель стала второй (после «Действуй, сестра») заметной ролью в кино и первой со своими словами и характером. 
Роль проститутки Пичез в «салоне» мадам Глории стала последней в голливудской кинокарьере Тери Копли. Звезда ситкома «We Got It Made» была одним из секс-символов 1980-х в США и девушкой с обложки журнала «Playboy» за ноябрь 1990. Её позиционировали как идеальную потенциальную исполнительницу роли Мэрилин Монро. Этот момент обыгрывается в фильме: Пичез в своём «рабочем виде» имитирует облик, жесты и мимику Мэрилин Монро из фильмов. Однако в начале 1990-х Тери Копли неожиданно призналась, что всегда жила с невыносимой пустотой на душе, заполнить которую смог только Бог. Она оставила голливудскую кинокарьеру и стала истовой христианкой, заботливой матерью своих двух детей.

## Критика
«Замороженные вклады» вышел на киноэкраны США в октябре 1992 года и встретил в целом недоумённо-негативную реакцию. В популярном американском обзоре новых фильмов «Siskel & Ebert» один из двоих ведущих Джин Сискел определил фильм как «тупейшая комедия из когда виденных мною», на что Роджер Эберт уточнил «худший фильм из когда-либо сделанных». Следует отметить, что в том же блоке рецензий шли «Бешеные псы» Тарантино, который критики определили как фильм, который «после первых 15 минут нет смысла смотреть».
Позднее Роджер Эберт возмущённо писал:

Во время просмотра «Замороженных вкладов» я не чувствовал себя зрителем. Я чувствовал себя очевидцем бедствия. Имей я больше героизма, потратил бы пару следующих недель, врываясь в кинотеатры, где этот фильм показывают, и выводя публику к запасному выходу. А будь я одним из актёров этого фильма, я бы удивился, почему все характеры в «Замороженных вкладах» выглядят тупее той среднестатистической зверюшки, что сбита машиной на дороге.
Оригинальный текст (англ.)
I didn't feel like a viewer during "Frozen Assets." I felt like an eyewitness at a disaster. If I were more of a hero, I would spend the next couple of weeks breaking into theaters where this movie is being shown, and lead the audience to safety. And if I'd been an actor in the film, I would wonder why all of the characters in "Frozen Assets" seem dumber than the average roadkill.

Другой критик назвал фильм «какой-то неистовой комедией, от которой исходит своего рода маниакальная энергия из-за попыток через каждые несколько минут превзойти саму себя в плохом вкусе и нелепых поворотах сюжета». При этом Зак Шепард в начале просто-таки ходячий набор клише агрессивного мужского шовинизма при полном отсутствии знаний о биологических аспектах размножения.
Главный редактор «Видеогида» М. Н. Иванов не разделяет патетики американских коллег, называя фильм просто «придурковатой комедией», и высоко оценивает закадровый перевод на русский, выполненный А. М. Михалёвым.

## Производство и прокат
Возможно, ввиду неоднозначности темы и смелости юмора для США начала 1990-х, создатели фильма снабдили его необычайно скрытными для обычных практик Голливуда выходными данными.
Формально, по титрам, у фильма вообще нет студии-производителя, только дистрибьютор и продюсер. Дистрибьютором в титрах указана «RKO Pictures Distribution» (released through RKO Pictures Distribution), которая не имеет отношения к прекратившей снимать в 1955 RKO Pictures. Марку (практически, псевдоним) «RKO Pictures Distribution» в 1984—1991 порой использовала The Walt Disney Company, когда фильм по рейтингу или тематике не соответствовал основной продукции компании.
Продюсером фильма в титрах указан один из авторов сценария Дон (Доналд) Клейн (Donald Klein), а владельцем фильма открытая в 1991 на его имя компания Frozen Assets Productions, Inc. Единственным активом компании остался одноимённый фильм.
Прокат в кинотеатрах стартовал в конце октября 1992, но вскоре был прекращён. В 1993 году фильм вышел в продажу на видеокассетах VHS в формате NTSC в США, в формате SECAM во Франции и в формате PAL в Германии. С тех пор ни разу не переиздавался, ни на видеокассетах, ни на DVD. В России фильм официально не продавался, однако там широкое распространение приобрели его копии в закадровом переводе А. М. Михалёва. При этом в русском переводе из-за совпадения выражений удалось сохранить игру слов в названии. В немецком варианте фильм назывался «Ein Baby von der Bank», во французском «Baby express».

## Культурное значение
Немецкая исследовательница ЛГБТ проблем Кристина Шнайдер (нем. Kristina Schneider) в статье «Образ донора спермы в телевидении и кинематографе» относит «Замороженные вклады» к начальному этапу популяризации самой идеи такого донорства. Которое в американском варианте сводилось лишь к проблематике бездетных гетеросексуальных пар (как в рассматриваемом фильме) или добровольных матерей-одиночек («Сделано в Америке» 1993). В западноевропейском же кинематографе тема была подхвачена на более глубоком уровне, с точки зрения лесбийских семейных отношений.

## Фильмы похожей тематики
В обзоре «Образ донора спермы в телевидении и кинематографе» помимо «Замороженных вкладов» в том числе называются (по годам):
- Сделано в Америке (1993, США)
- Предложение (1998, США)
- Две женщины, один мужчина и ребёнок («Zwei Frauen, ein Mann und ein Baby», 2000, Австрия)
- Она ненавидит меня[англ.] (2004, США)
- Время прощания (2005, Франция)
- Ещё слово, и я выйду за тебя замуж![нем.] (2007, Германия)